# La Merditude des choses
Pour plus de détails, voir Fiche technique et Distribution.
La Merditude des choses (en néerlandais : De helaasheid der dingen) est un film belge réalisé par Felix Van Groeningen en 2009, fondé sur le roman (nl) (2006) de Dimitri Verhulst.

## Synopsis
La Merditude des choses conte l'histoire de Gunther Strobbe (en grande partie basée sur celle de Dimitri Verhulst), qui habite chez son père, sa grand-mère et ses trois oncles dans un village flamand (fictif), Reetveerdegem. La famille Strobbe est une famille marginale : le père de Gunther et les oncles ne font que boire de l'alcool, séduire des femmes et flâner dans des cafés. Cette routine finit soudain quand l'assistante sociale Nele Fockedey force Gunther à quitter la famille.
Des années plus tard, Gunther devient père d'un enfant non-désiré. Peut-il encore améliorer sa vie, ou est-il déjà trop tard pour se débarrasser de la merditude des choses ?

## Fiche technique
- Titre : La Merditude des choses
- Titre original : De helaasheid der dingen
- Réalisation : Felix Van Groeningen
- Producteur : Dirk Impens
- Scénario : Christophe Dirickx, Felix Van Groeningen, Dimitri Verhulst
- Musique : Jef Neve, Roy Orbison
- Durée : 108 minutes
- Dates de sortie : 
  - 7 octobre 2009 en  Belgique
  - 30 décembre 2009 en  France
- Pays :  Belgique,  Pays-Bas

## Distribution
- Kenneth Vanbaeden : Gunther (enfant)
- Koen De Graeve : Celle
- Johan Heldenbergh : Nonkel Breejen
- Valentijn Dhaenens : Gunther (adulte)
- Wouter Hendrickx : Nonkel Wieken
- Gilda De Bal : Meetje
- Bert Haelvoet : Nonkel Koen
- Pauline Grossen : Sylvie
- Natali Broods : Tante Rosie
- Jos Geens : André
- Sara De Bosschere : Nele Fockedey
- Sofie Palmers : l'amie de Gunther
- Guy Dermul : le directeur d'école
- Robby Cleiren : l'huissier

## Production
Les scènes principales ont été tournées à Geraardsbergen et à Ninove afin de représenter le village fictif de Reetveerdegem.

## Distinctions

### Récompenses
- 2009 : Festival de Quend du film grolandais : Amphore d'or
- 2009 : Festival de Cannes : Prix Art et Essai de la CICAE[1].
- 2010 : Prix du cinéma flamand[2] :
  - Meilleur film
  - Meilleur scénario
  - Meilleur acteur
  - Meilleur acteur dans un second rôle
  - Meilleur espoir
  - Prix du public
- 2011 : Festival Les Enfants du Cinéma (Ardennes) : Coup de cœur du Jury Lycéen
- 2013 : Meilleur film catégorie Retrospectives du Tournai Ramdam Festival

### Nominations
- 2010 : Prix du Cinéma flamand :
  - Meilleur réalisateur
  - Meilleure actrice dans un second rôle